# Mariscal de Camp (Regne Unit)

La bandera per a un Mariscal de Camp del Regne Unit és la Bandera del Regne Unit.

Mariscal de Camp és el màxim grau militar del Regne Unit, equivalent a General de l'Exèrcit (Estats Units), Marechal de Françe (França), o Capità general (Espanya). Se situa immediatament al damunt del rang de General, i els seus equivalents són  Almirall de la Flota i Mariscal de la Reial Força Aèria. A l'OTAN té el codi OF-10
La insígnia de rang del Mariscal de Camp a l'Exèrcit britànic comprèn dos bastons sobre una corona de fulles de llorer, amb una corona reial al damunt. En alguns països, històricament sota l'esfera de la influència britànica, s'utilitza una versió adaptada, sovint amb la corona reemplaçada per un emblema cultural o nacional alternatiu.
L'ofici de Mariscal era conegut a Anglaterra des del segle xii, però la introducció de l'actual títol relativament és molt recent. Va ser introduït per Jordi I, el primer rei de la Casa de Hanover, seguint l'estil dels exèrcits continental. El primer Mariscal de Camp va ser George Hamilton, 1r Comte d'Orkney, el 1736.
A inicis del segle xx el Cap de l'Estat Major Imperial General normalment era un Mariscal de Camp. Després de la creació del departament del Cap de l'Estat Major de la Defensa, els responsables del departament pertanyent a l'Exèrcit eren Mariscals de Camp fins a la dècada dels 90. Actualment, ja no es nomenen rutinàriament Mariscals de Camp en temps de pau, quedant reservat només pels membres de la família reial o per a militars molt veterans. Si bé tradicionalment el monarca britànic és Mariscal de Camp, la Reina Elisabet II no posseeix el rang, i el Príncep de Gal·les ja ha indicat que no vol ser l'únic oficial de 5 estrelles de les Forces Armades. el Príncep Felip, duc d'Edimburg i el Príncep Eduard, Duc de Kent són actualment els dos darrers Mariscals de Camp de l'Exèrcit britànic.
El Marines Reials no tenen un rang equivalent a Mariscal de Camp, si bé la posició de Capità General té la mateixa insígnia i uniforme que un Mariscal de Camp de l'Exèrcit.